# Glossaire du jeu vidéo
Le glossaire du jeu vidéo regroupe des termes couramment utilisés dans le domaine du jeu vidéo. Les anglicismes représentent un grand nombre de ces termes, et méritent une explication, même sommaire, car ils sont fréquemment utilisés par les développeurs.
Pour un vocabulaire lié, voir :
- Lexique du MMOG
- Lexique du jeu de rôle
- Liste de termes d'argot Internet

- Haut – A
- B
- C
- D
- E
- F
- G
- H
- I
- J
- K
- L
- M
- N
- O
- P
- Q
- R
- S
- T
- U
- V
- W
- X
- Y
- Z

## 0-9
- 2D

En deux dimensions.
Représentation selon deux axes. Elle donne aux jeux un effet d'aplatissement. Utilisée dans tous les jeux avant l'arrivée de la 3D,.
- 2,5D

Aussi pseudo 3D ou fausse 3D.
Artifice de la 2D simulant un effet 3D par un jeu d'images dynamiques. Elle désigne également l'incrustation d'un élément 3D (comme un personnage) évoluant dans un environnement 2D ou un jeu entièrement modélisé en 3D mais dont le gameplay se base sur des mécaniques 2D.
- 3D

En trois dimensions.
Représentation selon trois axes, donnant aux jeux un effet très réaliste, proche de l'espace dans lequel nous vivons,.
- 3D isométrique

Représentation en 2D pivotée de 45° donnant un effet de profondeur.

## A
- AAA (se dit triple A)

Terme anglais, emprunté aux agences de notation financière et servant à désigner la note maximale accordée à un jeu vidéo dit « jeu AAA ».
Un jeu AAA est jeu vidéo bénéficiant d'un budget important pour la production et le marketing et promis à un succès commercial. Équivalent d'une superproduction (blockbuster) au cinéma,.
- Abandonware

Jeu vidéo généralement ancien, ayant achevé sa carrière commerciale et considéré comme abandonné. On le trouve gratuitement, de façon parfois illégale,,.
- Achievement

Terme anglais, « succès », « réussite ».
Aussi appelé « hauts faits » (en abrégé H-F) dans certains MMORPG.
- Across the map

Les frags faits d'un bout à l'autre de la map ou niveau.
- Action-RPG

Sous-genre de jeu vidéo de rôle où le déroulement des combats s'effectue en temps réel,.
- Add-on

Terme anglais, « module complémentaire ».
Extension d'un jeu permettant généralement d'y ajouter des niveaux ou des scénarios. Ils sont souvent gratuits et créés par la communauté,.
- Advergame

Néologisme anglais qui vient de la combinaison d'advertisement (« publicité ») et de game (« jeu »), « jeu publicitaire ».
Jeu vidéo créé autour d'une marque ou de ses produits à des fins publicitaires ou promotionnelles,.
- AFK

Initiales de l'anglais away from keyboard, « ne suis plus au clavier », « suis absent », « ne suis plus devant le clavier »
Indique que le joueur est momentanément absent, et donc inactif,.
- Aggro

Abréviation soit de l'adjectif aggressive (« agressif »), soit du substantif aggravation (1/ « bagarre » ; 2/ « histoires » (pl.), « emmerdes » (pl.).
Agressivité qu'un monstre ou un joueur ennemi peut manifester envers un joueur. Ce dernier peut jouer sur cette agressivité pour faire mordre le monstre à l'hameçon.
- Agilité

Caractéristique d'un personnage regroupant ses techniques de saut, d'arc, de discrétion, d'infiltration ou de crochetage dans certains RPGs.
- Aim

Terme anglais, « visée »
Souvent utilisé pour désigner, dans les jeux de tir, la capacité d'un joueur à viser rapidement et correctement.
- Aimbot

Système qui permet au joueur de viser et verrouiller automatiquement un joueur adverse afin de l'éliminer facilement avec une précision parfaite.
- Aliasing

Terme anglais désignant le crénelage ou tout autre effet visuel rendant les pixels visibles.
- Alpha

Version jouable d'un jeu en développement comportant encore beaucoup de bugs, et dont certains éléments sont susceptibles d'être modifiés par la suite. Elle donne une idée globale de ce à quoi ressemblera la version finale du jeu,.
- Animation

Découpage en plusieurs phases des mouvements des personnages, des objets, des décors, etc. Plus le nombre de phases qui compose une animation est élevé, plus sa fluidité sera grande,.
- Anisotrope

Technique qui permet de renforcer les détails des textures, malgré les perspectives 3D et l'éloignement des décors.
- Anticrénelage (en anglais anti-aliasing)

Technique qui permet d'atténuer le crénelage en lissant les contours.
- API

Initiales de l'anglais Application Programming Interface, « interface de programmation d'applications »
Ensemble de bibliothèques de fonctions permettant de créer des applications en langage Java ou autre. Généralement un accès à une base de données, à un logiciel tiers ou à un service.
- Arcade

Un jeu vidéo d'arcade est un jeu vidéo qui se trouve dans borne d'arcade, c'est-à-dire une machine dédiée exclusivement à ce jeu, généralement située dans une salle d'arcade ou autre lieu public. L'arcade est aussi un mode de jeu simplifié, s'opposant notamment à la simulation (dans les jeux de course par exemple) ou au mode « histoire » (dans les jeux de combat),,.
- ARG

Initiales d'Alternate Reality Game.
Jeu immersif mélangeant délibérément éléments ou indices réels et virtuels.
- Artwork

Terme anglais, « illustrations (pl) prêtes à l'emploi », « iconographie ».
Dessins ou esquisses destinés à illustrer un jeu vidéo.
- Assassin

Réemprunt à l'anglais des jeux de rôle Dungeons & Dragons, « tueur à gages ».
Classe souvent présente dans les MMORPG et RPG, archétype du personnage agile, rapide et furtif, au DPS important mais de faible constitution.
- Avatar

Apparence (personnage, objet, forme, ...) que prend le joueur dans un jeu vidéo. L'avatar réalise les actions que le joueur commande par l'intermédiaire de l'interface du jeu,,.

## B
- Bac à sable ou sandbox

Jeu ou mode de jeu dans lequel le joueur est libre d'atteindre les objectifs, quand ceux-ci existent, en faisant usage de créativité.
- Battle Royale

terme anglais, souvent abrégé en BR. Désigne un genre de jeu vidéo mêlant jeu de survie et jeu de tir. Les joueurs sont le plus souvent parachutés sur une île et doivent s’équiper, se défendre et éliminer les autres joueurs pour être le dernier survivant. Le terrain de jeu se rétrécit progressivement, forçant les joueurs à se rapprocher et à s’affronter. Les jeux les plus populaires de ce genre sont PUBG, Fortnite, Apex Legends et Call of Duty: Warzone. Voir également last man standing.
- Beat them all, Beat'em all ou encore Beat them up

Expression anglaise, « frappez-les tous », « jeu de massacre ».
Genre de jeu de combat dit « à progression », où le joueur avance droit devant lui en tuant tous les ennemis qu'il croise avant d'arriver au boss de fin de niveau,.
- Bestiaire vidéoludique

Recueil regroupant tous les types de créatures que le joueur est amené à rencontrer ; il inclut parfois leurs caractéristiques,.
- Bêta

Version quasi finalisée d'un jeu, dont la date de sortie est proche. Tous les éléments importants du jeu sont censés être en place, mais de petites modifications peuvent encore survenir,.
- Bêta-test

Phase du développement d'un jeu pendant laquelle des testeurs traquent les bugs afin que les programmeurs puissent corriger ceux-ci. Le bêta-test peut être privé ou public (ouvert à tous),.
- Bit

Unité de mesure en informatique désignant la quantité élémentaire d’information représentée par un chiffre binaire, et qui ne peut donc prendre que deux valeurs : 0 ou 1. Cette unité de mesure était également utilisée pour quantifier la puissance des premières consoles.
- Blur

Mot anglais signifiant « flou », effet graphique. Un exemple courant de flou est le « motion blur » (flou de mouvement).
- Bonus

Item, ou accessoire facultatif permettant de modifier ou d'acquérir une capacité. Voir aussi l'anglicisme power up.
- Boost ou booster

Terme anglais, « coup de pouce », « coup de fouet ». Peut désigner :
1. un paquet de cartes aléatoires servant à enrichir sa base de cartes dans les jeux de cartes à collectionner ;
2. l'amélioration d'une caractéristique ou d'une attaque, ou une accélération brutale du véhicule dans un jeu de course.

- Bootleg

Terme d'anglais américain désignant à l'origine l'alcool de contrebande.
Copie piratée d'un jeu, ou jeu illégal. Aussi appelé « Crack ».
- Boss

Anglicisme, « chef » ou « patron ».
Adversaire plus imposant, plus puissant et plus dangereux que les ennemis habituels, rencontré souvent en fin de niveau ou de jeu (on parle dans ce cas de « boss final » ou de « boss de fin »),,,,,,,,.
- Boss rush

Locution en anglais signifiant « affrontement avec les boss ».
Niveau ou passage dans lequel le joueur affronte successivement plusieurs boss, le plus souvent déjà précédemment combattus.
- Bot

Troncation de l'anglais robot (se prononce à l'anglaise : on entend le t).
Désigne des personnages commandés par une intelligence artificielle et capables de reproduire le comportement d'un joueur humain. On distingue ainsi les bots des monstres d'un jeu,,.
- BSoD

Acronyme en anglais de Blue Screen of Death (« Écran bleu de la mort »), surnom du message d'erreur affiché sur un écran d'ordinateur par le système d'exploitation Microsoft Windows lorsque celui-ci ne parvient pas à récupérer d'une erreur du système ou lorsqu'il arrive à un point critique d’une erreur fatale. Il y a des variantes formées sur base de cette expression, comme l' YLoD de la PlayStation 3 ou le RRoD de la Xbox 360.
- Bug

Terme anglais, parfois francisé en « bogue ».
Désigne un défaut dans le code du jeu qui se traduit généralement par des problèmes graphiques ou de gameplay. Contrairement au lag, le bug n'a a priori aucun rapport avec la connexion du joueur,,.
- Build

Terme anglais, « construire ».
Construction et évolution du personnage incarné par le joueur, parfois en fonction de ses choix.
- Bullet time

Expression anglaise.
Équivalent de l'effet de Gondry. C'est un effet visuel de ralenti qui permet de voir le mouvement des projectiles d'arme à feu. Utilisé au cinéma dès 1981 dans Kill and Kill Again, le concept a été remis à l'honneur avec Matrix (1999), puis popularisé dans les jeux vidéo par Max Payne et Stranglehold.
- Bundle

Terme anglais, « lot » en tant que substantif, « grouper » en tant que verbe.
Une offre groupée, ou un paquetage promotionnel, est une offre commerciale composée, en plus du produit principal, d'accessoires, de logiciels supplémentaires ou d'une extension de garantie,.
- Burst

Terme anglais, « rafale », « salve ».
Se dit d'une phase de combat où l'on utilise toutes sortes d'améliorations pour faire le maximum de dégâts en un minimum de temps.
- BP

Terme anglais, « Base point » ou « Bomb point»
Définit la zone de défense. Utilisé sur des FPS commeRainbow Six: Siege ou encore Counter-Strike: Global Offensive.

## C
- Campe/camping

Le fait pour un joueur ou plus rarement un bot de rester au même endroit afin de tuer les joueurs de façon plus aisée. Un lieu propice à la campe est généralement un endroit en hauteur, avec réapparition régulière (respawn) d'armes, armure et munitions que le joueur peut défendre aisément et ainsi bénéficier d'un avantage tactique important. En multijoueur, la campe est très mal vue et peut aboutir à une expulsion (kick) dans la mesure où l'attitude du joueur concerné n'est pas fairplay,.
- Capture de mouvement

Traduction de l'anglais motion capture.
Technique permettant d'enregistrer les mouvements d'un être vivant (acteur, animal ...), à l'aide de capteurs placés sur le corps, afin de recréer sur un personnage ou un être virtuel en 3D des mouvements réalistes,,,.
- Carte

Abréviation de « carte de jeu ». Aussi appelé map
Étape dans le monde d'un jeu vidéo.
- Casual gamer ou casu

Terme anglais, « joueur occasionnel ».
Joueur qui joue de temps en temps, sans prendre le temps de finir ses jeux « à fond » et sans particulièrement chercher à approfondir sa connaissance de la culture vidéoludique. Parfois utilisé dans un sens péjoratif,,,.
- cel-shading

Terme anglais (nom composé formé de shading, « effet de dégradé », « ombrage », et de cel, troncation de celluloid, « celluloïd »).
Sorte de texture de style dessin animé, voir Ombrage de celluloïd,.
- Cheat ou cheat code

Termes anglais signifiant respectivement « triche » et « code de triche », le verbe anglais to cheat signifiant « tricher ».
Les cheats' sont des moyens permettant de modifier les règles du jeu de manière à le rendre plus facile. Les cheat codes sont des lignes de code introduites dans le jeu par les développeurs pour permettre de contourner certaines règles de jeu. Certains codes de triche permettent de changer de niveau ou de rendre son personnage invulnérable. Pour les activer, il faut généralement reproduire une séquence de touches bien précise au bon endroit ou saisir un mot de passe à l'endroit prévu. Les codes de triches sont divulgués dans les rubriques « Astuces » des médias vidéoludiques. Un « cheateur » (francisation partielle de cheater, « tricheur ») est un joueur utilisant des bugs du jeu ou faisant appel à un objet externe comme un Action Replay ou une manette rapid fire,,.
- Checkpoint

Terme anglais, « point de contrôle », « point de sauvegarde », « point de passage ».
Étape que les concepteurs d'un jeu vidéo prévoient dans les niveaux qui forcent le joueur à franchir ces portes dans l'ordre et dans un temps donné. En général, ceux-ci entraînent une sauvegarde automatique temporaire ou du temps supplémentaire (pour les jeux de course par exemple).
- Cinématique ou cut-scene

Séquence animée durant laquelle le joueur n'a plus le contrôle. Ce peut être une animation précalculée (en images de synthèse) ou générée en temps réel par le moteur du jeu (on parle alors de cinématique en temps réel), qui vient ponctuer le scénario à un moment important,,,,,,.
- Classe de personnage

Profession (guerrier, magicien, ...) ou ensemble de caractéristiques du personnage, qui déterminent le style de jeu.
- Clipping

Terme anglais, « découpage », « découpe ».
Méthode générale en programmation graphique consistant à ne calculer que la partie visible d'un objet à afficher afin de réduire le temps de calcul. Par glissement de sens, on appelle « clipping » les bugs d'affichage alternatif de deux surfaces proches (ruptures dans l'affichage, sautes d'image),.
- Combo

Abréviation de l'anglais combination, « combinaison ».
Enchaînement d'actions réalisées par le joueur, et qui font exécuter au personnage un mouvement particulier, comme le lancement d'une boule de feu, des enchaînements de coups, etc. Le terme peut également définir la synergie qui existe entre deux personnages, sorts, cartes, etc,,,.
- Commentary

Terme anglais, « commentaire ».
Généralement vidéo de jeu commentée par le joueur lui-même.
- Console Virtuelle

Service de téléchargement payant disponible sur Wii, Nintendo 3DS et Nintendo 3DS XL, qui émule des titres classiques issus de machines plus ou moins anciennes.
- Cosplay ou costumade

Activité consistant pour une personne à adopter l'apparence d'un personnage fictif,.
- Crénelage

Traduction de l’anglais aliasing.
Effet d'escalier non voulu dans les jeux en 3D, notamment sur les diagonales et les courbes.
- Crossover

Terme anglais, d'abord au sens propre « passage au-dessus d'une voie », « passerelle », puis au sens figuré « mélange », « hybride ».
Œuvre regroupant des personnages de séries différentes. La saga Kingdom Hearts est un exemple de crossover, regroupant des personnages de la saga Final Fantasy et des personnages de l'univers Disney, en plus de personnages créés pour l'occasion. Les jeux Capcom vs SNK ou Marvel vs Capcom sont d'autres exemples de crossovers,,,.
- Crunch

Terme anglais, « moment crucial », « moment décisif, « coup de collier  », aussi crunch period.
Dans l'industrie du logiciel et l'industrie vidéoludique, période de travail intensel, généralement avant le rendu d'un jalon de projet. Elle se caractérise par la pression que subissent les employés ainsi que la longueur des journées et semaines de travail exigées pour atteindre à temps les objectifs fixés.
- Customisation

Anglicisme signifiant « personnalisation » ou « adaptation à l'usager ».
On peut customiser un personnage, un véhicule, une arme, etc..

## D
- Damage over time ou DoT

Dégats (dus à un sort, du poison, du feu, ...)  dont les effets se prolongent dans le temps ou pendant plusieurs tours.
- Deathmatch

Terme anglais, « combat à mort / sans merci », « duel à mort / sans merci » ou « match à mort ».
Mode de jeu multijoueur où il faut éliminer le plus de monde possible. S'oppose aux modes de jeu par équipes (il y a aussi une alternative team deathmatch, littéralement « match à mort par équipe »),.
- Définition d'écran

Parfois appelée « résolution d'écran. » Nombre de pixels qui composent l'image, horizontalement et verticalement. La finesse de l'image s'accroit avec la définition. Les années 2000 voient l'avènement de la haute définition (HD) comme standard, puis, dans les années 2010, de la ultra haute définition (UHD, ou 4K),.
- Demake

Terme anglais, en français « version rétro », formé par substitution de préfixe à remake, « reprise », « nouvelle moûture ».
Version rétro d'un jeu vidéo avec les contraintes (réelles ou simulées) d'un matériel plus ancien. Il peut s'agir d'un jeu en trois dimensions recréé en deux dimensions. Les demakes sont souvent l'œuvre de fans ou d'indépendants,.
- Déco

Troncation de « déconnexion ».
Départ volontaire d'un joueur ou perte de connexion accidentelle.
- DLC

Sigle anglais de downloadable content, « contenu téléchargeable ».
Contenu supplémentaire (arme, personnage, extension, etc.) à télécharger ou à débloquer, souvent payant,,,.
- Doom-like

Terme anglais, « inspiré de Doom », « apparenté à Doom ».
Jeux de tir à la première personne inspirés de Doom, un précurseur du genre.
- Downgrade

Terme anglais, « version réduite ».
Caractéristiques d'un personnage ou d'un jeu qui sont réduites ou enlevées.
- DPS

Initiales de dégâts par seconde.
Valeur calculée d'après les dégâts, blessures, qu'inflige un personnage-joueur en fonction du temps. Ce terme se rapporte le plus souvent aux jeux dits de rôle.
- DRM

Sigle de l'anglais « digital rights management », « gestion des droits numériques (GDN) » .
Dispositif intégré à un jeu restreignant son utilisation, dans le but d'en empêcher le piratage,.
- Drop

Terme anglais, « laisser tomber », « lâcher ».
Butin lâché par les monstres (à ne pas confondre avec loot). Aussi utilisé pour un véhicule de transport qui évacue son contenu (unités, matériel…).
- Drop-in/Drop-out

Terme anglais, « rentrer/sortir »
Un style de jeu multijoueur compétitif ou coopératif dans lequel un joueur peut rejoindre ou quitter une partie à tout moment sans encourir de pénalité pour lui-même ou pour les autres joueurs.
- Dungeon crawler ou Dungeon-RPG

Sous-genre de jeu de rôle où l'on parcourt des donjons (équivalents à des niveaux) en tuant des ennemis et en ramassant des trésors. Il peut parfois être désigné par porte-monstre-trésor.
- Durée de vie

Temps nécessaire pour finir un jeu vidéo, ou pour qu'il cesse de présenter de l'intérêt pour ses pratiquants,.

## E
- Easter egg

Expression anglaise, « œuf de Pâques ».
Contenu volontairement caché dans un jeu par les développeurs (fonction secrète, clin d'œil à une autre œuvre ou à quelqu'un, plaisanterie, etc.) auquel le joueur peut accéder d'une façon bien précise : via une séquence de touches (comme par ex. le code Konami) ou une action spécifique dans le jeu, activation à une date et une heure particulière, etc,,,.
- Electronic Entertainment Expo ou E3

Le plus grand salon annuel du jeu vidéo, il se tenait à Los Angeles l'été,,.
- Émulateur

Logiciel d'ordinateur ou de console qui permet de simuler le comportement d'une autre console, généralement rétro, afin d'en utiliser les jeux.
- Esport (ou « sport électronique »)

Pratique du jeu vidéo en tant qu'activité sportive, ce qui suppose un effort physique (entraînement, discipline, ...), le respect de certaines règles, la recherche de la performance, ... Des compétitions d'esport auxquelles participent des joueurs professionnels sont organisées à haut niveau,,,.

## F
- Farmer

Verbe transitif.
Pratiquer le farming.
- Farming

Terme anglais, « élevage ».
Pratique qui consiste à passer la plupart du temps à récolter de l'argent, des objets ou de l'expérience en répétant sans cesse les mêmes actions, en allant dans les mêmes donjons ou en tuant le même groupe de monstres pour s'enrichir ou pour monter en niveau rapidement.
- FFA

Initiales de l'anglais free-for-all, « mêlée générale », « chacun pour soi ».
Autre terme pour match à mort.
- Firmware

Terme anglais, « micrologiciels »
Version du système d'exploitation utilisé par une console de jeux (et par extension pour tous les appareils mobiles utilisant un système d'exploitation). Un firmware développé par le fabricant est souvent appelé officiel, tandis qu'un firmware développé par des hackers pour ajouter ou retirer des fonctionnalités au firmware d'origine est appelé custom. Ces firmwares sont par contre illégaux et font perdre la garantie.
- Flashscope

Terme popularisé par la franchise Call of Duty et qui est le fait de tuer quelqu'un en utilisant le viseur d'une arme de sniper sans attendre l'écran simulant la visée elle-même (donc pendant l'animation où le personnage approche la lunette de son œil). Ils sont aussi appelés QuickScope.
- Flood

Terme anglais, « inondation ».
Le fait d'envoyer plusieurs messages à la suite.
- FPS

Initiales de l'anglais frames per second, « images par seconde » (« IPS ») .
Unité servant à mesurer le nombre d'images par seconde affichées dans un jeu.
- FPS

Initiales de l'anglais first-person shooter.
Genre de jeu vidéo où le point de vue est positionné à la place même des yeux du personnage incarné. Comme le nom l'indique ils sont souvent des jeux de tirs,,,.
- Frag

De l'anglais fragging, emploi d’une grenade à fragmentation (fragmentation grenade) par un soldat de la troupe pour tuer un officier pendant la guerre du Viêt Nam.
Dégommage (Tuer) d'un adversaire, dans l'expression « faire un frag » (d'où le néologisme « fragger »). Utilisé uniquement dans les jeux de tir à la première personne,,,.
- Frame rate ou framerate

Terme anglais, « fréquence d'image ».
Désigne le nombre d'images par seconde. Plus il est élevé, plus l'animation parait fluide. La stabilité du framerate est un élément très important pour le gameplay : une mauvaise fluidité peut entraîner des problèmes pour jouer correctement. On parle alors de stuttering (« bégaiement »),,,.
- Franchise

Univers commun à un ensemble d'œuvres (films, romans, jeux). On parle aussi de « jeu à licence ».
- Free-to-play (abrégé en F2P)

Adjectif anglais, « gratuit ».
Qualifie un jeu vidéo en ligne dont le modèle économique est basé sur la gratuité d'accès, assortie de la possibilité d'effectuer des achats de contenus facultatifs (équipements, monture, vies supplémentaires, objets cosmétiques, etc.) au sein du jeu via des micropaiements,,,.
- Freekill

Terme anglais, « trucidage gratuit », peut se dire :
1. dans le cas où la cible est très simple à éliminer,
2. lorsqu'on tue une personne qu'on n'est pas autorisé à tuer (comme dans certains modes de jeu où il ne faut tuer que si l'individu en question a fait quelque chose de contraire au règlement, etc.).

- Freeware

Logiciel distribué gratuitement,.
- Freeze

En anglais, signifie le fait de « se figer » (littéralement : « geler »).
Blocage ou interruption d'un jeu sur une image fixe. Synonyme de « plantage »,.
- Full

Terme anglais, « complet » ou « plein ».
Qualifie les serveurs de jeux en réseau qui sont complets. Dans un FPS, signifie aussi quand un joueur tire sans interruption avec une arme automatique.
Peut aussi qualifier le fait d'avoir son inventaire plein dans des jeux comme des RPG ou bien encore lorsqu'un groupe ou line-up est complète.
- Furie

Coup très dévastateur dans un jeu de combat.

## G
- Game

Terme anglais, un « jeu » ou une « partie » selon le cas.
- Game designer

Terme anglais.
Concepteur de jeux vidéo.
- Game over

Expression anglaise, « partie terminée ».
Moment qui arrive lorsque le héros a perdu toutes ses vies ou que le temps imparti s'est écoulé. Il n'est pas présent dans tous les jeux.
- GamePad

Terme anglais, « manette de jeu ».
Manette utilisée par les consoles Wii U et Switch de Nintendo.
- Gameplay

Néologisme anglais formé par imitation de screenplay (« scénario de film ») et signifiant 1/ « scénario de jeu », 2/ la « façon de jouer » (à ne pas confondre avec jouabilité qui est playability en anglais),.
- Gamer

Terme anglais, « joueur régulier », parfois francisé en gameur/gameuse.
Par extension, personne qui s'investit dans les jeux vidéo, qui appartient à la communauté des gamers. Le terme s'oppose à celui de casual désignant le joueur occasionnel,,.
- Gather

Terme anglais, « s'assembler », « se réunir ».
Réunion de joueurs qui adoptent le même insigne, le même nom d'équipe, et jouent ensemble contre d'autres équipes. Ce groupe est constitué de joueurs qui ne se connaissent pas vraiment et n'ont parfois jamais joué ensemble. On peut parler de fausse équipe, car on constate souvent qu'il n'y a pas de cohésion de groupe ou de stratégie collective.
- GDC

Initiales de l'anglais Game Developers Conference.
Évènement regroupant les professionnels de l'industrie vidéoludique.
- Geek

Terme anglais, « allumé (de l'informatique) ».
Personne passionnée par un domaine précis (nouvelles technologies, jeux vidéo, jeux de rôle, super-héros).
- GG

Initiales de l'anglais good game, « bon jeu » ou « bonne partie » ou encore « bien joué ».
Une variante est gg wp, abréviation de good game well played, « bonne partie - bien joué ».
Se dit avant ou après la partie, pour souhaiter de prendre du plaisir, pour remercier ou encore féliciter ses coéquipiers et adversaires,,.
- GJ

Initiales de l'anglais good job, « beau boulot ».
Sert à saluer une action alliée.
- GL [HF]

Initiales de l'anglais good luck, « bonne chance ». Parfois accompagné de hf, initiales de have fun.
Se dit en début de partie pour souhaiter bonne chance à l'équipe adverse.
- Glitch

Terme anglais, « petit défaut », « hic », « pépin ».
Correspond à un bug qui peut être exploité par un joueur à son profit. Dans le cas d'une  partie à plusieurs, un glitch peut permettre à un joueur de quitter la carte de jeu et ainsi devenir intouchable, tout en gardant la possibilité d'atteindre les autres joueurs. Lors d'une partie en ligne, un joueur se faisant surprendre à tirer profit d'un glitch est susceptible de se faire éjecter de la partie, cette attitude n'étant pas fair-play. Les glitch sont aussi parfois utilisés dans les concours de speedrun, et plus particulièrement dans ceux de tool-assisted speedrun.
- God game

Dénomination anglaise, « jeu de simulation divine ».
Jeu de simulation où le joueur agit sur le cours des évènements à la manière d'une entité divine dotée de pouvoirs surnaturels. From Dust et Populous en sont des exemples.
- God mode

Terme anglais, « mode Dieu ».
Utilisé  pour désigner soit un cheat code qui rend le joueur invulnérable, soit, par exagération, quelque chose de trop puissant. Le terme est souvent repris pour les commandes dans les jeux vidéo, comme dans Half-life 2, Counter-Strike : Source, Left 4 Dead.
- Gold

Gold désigne la version finale d'un jeu, prête pour la duplication (support physique) ou la mise à disposition numérique (dématérialisation).
- Goodie

Anglicisme.
Produit dérivé (jouet, vêtement, ...) rappelant un jeu ou une franchise.
- Gosu

Terme coréen, « pro ».
Pro gamer de Corée du Sud, pays où le sport électronique est très médiatisé. Ce terme est surtout utilisé pour les joueurs de jeux de stratégie en temps réel.
- Grinding

Du verbe anglais to grind, « moudre, broyer ».
Désigne l'action d'un joueur qui répète inlassablement une action particulière, ou passe beaucoup de temps à un jeu afin d'obtenir un avantage pour son personnage : points d’expérience, équipement, matières premières, etc. Ce terme à une connotation péjorative, selon le contexte, pour désigner un jeu n'offrant aucune autre possibilité pour faire progresser son personnage que le grind, souvent à cause de la pauvreté de son gameplay, ou dans le cas de jeux free to play passer un temps anormalement élevé afin d'avoir les mêmes avantages ou équipements que les joueurs qui payent pour les avoir instantanément ou plus facilement.
- GTA-like

Terme anglais, « similaire à GTA »
Jeu à monde ouvert, avec une grande liberté d'action et plus ou moins de choix quant aux missions (quêtes/objectifs), se situant généralement à une époque entre l'invention du colt et l'avenir et se déroulant le plus souvent aux États-Unis d'Amérique et s'inspirant de la série GTA (Grand Theft Auto). Les thèmes d'un GTA-like peuvent varier mais son but général est l'ascension d'un ou de plusieurs personnages.

## H
- Hack

Terme anglais pour parler de « piratage informatique » ou encore d'une « exploitation de faille pour passer des sécurités ».
Certains jeux sont parfois « hackés » par des joueurs ayant trouvé des failles et les exploitant pour obtenir des avantages (bonus, équipements, etc) ou encore pour nuire à l'équilibre du jeu.
Peut qualifier un programme, la plupart du temps interdit, qui vise à manipuler le système pour donner un avantage déloyal. Voir Cheat.
On parle aussi de hack dans le cas où le compte d'un joueur a été « piraté » que ce soit au moyen d'une faille ou bien d'un programme sophistiqué. Attention toutefois à ne pas confondre avec un simple vol d'identifiants : ici le compte n'a pas été victime d'une faille informatique, mais bien d'un abus de confiance ou bien d'une déduction des mots de passe en se renseignant sur le joueur.
Verbes anglais coordonnés, « taillader et trancher ».
Sous-genre de jeu de rôle que l'on appelle porte-monstre-trésor et qui définit un jeu dont le principe est proche de Donjons et Dragons, tel que Rogue et la série Diablo créée par Blizzard,.
- Handicap

Terme désignant le fait de commencer une partie avec un désavantage la plupart du temps volontaire. Cela peut être une baisse de HP, une baisse de résistance, de dégâts, restriction de certaines armes… L'intérêt est d'augmenter la difficulté, ou, en cas de multijoueur, de laisser l'avantage à un ou plusieurs joueurs ayant moins d'expérience dans le jeu concerné.
- Hard-scope

Technique utilisée dans les FPS consistant à tuer en regardant longuement dans le viseur d'un sniper.
- Hardcore gamer (ou core gamer)

Expression anglaise, « joueur passionné », « joueur accro ». La Commission d'enrichissement de la langue française propose « hyperjoueur ».
Joueur qui s'implique énormément dans le jeu vidéo, joue beaucoup et/ou explore les jeux entièrement afin d'en dénicher les subtilités,,.
- HeadShot ou HS en abrégé

Terme anglais, « tir à la tête ».
Dans les jeux de tirs à la première ou à la troisième personne, tir porté à la tête d'un ennemi et qui bien souvent le tue immédiatement,.
- Hit-and-run

Anglicisme (« accident avec délit de fuite »).
Désigne la technique qui consiste, dans les jeux où le personnage ne peut pas tirer ou frapper tandis qu'il se déplace, à se déplacer pendant le temps de recharge de sa capacité à frapper, avant d'attaquer à nouveau, dans un mouvement continu. Cette technique permet à un personnage rapide d'infliger des dégâts à un autre, plus lent, sans en recevoir. Voir "Kiting".
- HF

Abréviation de l'anglais Have fun (« Amusez-vous bien »).
Adressé à l'équipe adverse, il peut être accompagné d'un GL (Good luck) en début de partie.
- Hitbox

Terme anglais, « boîte de frappe ».
La zone dans laquelle un ennemi peut vous blesser par contact direct, mais aussi la zone de vulnérabilité par contact du joueur. La hitbox prend généralement la forme du personnage ou des ennemis.
- Hitmarker

Terme anglais, « marqueur de coup ».
Symbole fréquemment utilisé dans les jeux de tir. Lorsqu'un joueur en touche un autre par une balle ou une explosion, un symbole, souvent une croix, s'affiche sur le réticule de tir, indiquant au joueur qu'il a touché un adversaire. Quand on reçoit un hitmarker c'est souvent que le jeu nous indique que l'adversaire a été touché mais n'est pas mort
- HP

Initiales de l'anglais health points, « points de vie », PV.
Le nombre de points censés représenter l'état de santé du personnage. Lorsque ce nombre arrive à zéro, le personnage meurt.
- HUD

Initiales de l'anglais Heads Up Display (« affichage tête haute »).
Interface graphique affichée par-dessus l'écran du jeu lui-même qui renseigne le joueur sur des informations importantes pour le gameplay. Par exemple, pour un jeu de tir à la première personne, il indique au joueur la santé ou le nombre de munitions restantes de son personnage.

## I
- IGC

Sigle de in-game cinematic.
Toute scène cinématique incluse dans la narration du jeu. Servant à renforcer l'immersion, l'IGC peut dans certains cas être interactive et peut intervenir pour mettre en valeur des modifications du scénario d'une importance variable. Elle est réalisée avec le moteur graphique du jeu, ce qui la différencie de la scène cinématique, réalisée en images de synthèse qui ponctue traditionnellement le début, la fin et les grands tournants de la narration du jeu.
- III ou triple I

Jeu vidéo indépendant aux ambitions et au budget importants. Pendant indépendant du triple A,,.
- Intelligence artificielle ou IA

Traitements informatiques simulant une réflexion humaine. Les comportements des personnages contrôlés par le jeu (leurs déplacements, par exemple) sont généralement gérés par une intelligence artificielle,,,.
- Interactivité

Caractère d'une phase d'un jeu vidéo pendant laquelle le joueur influence ce qui se passe dans le jeu,.
- Interface

Ensemble des menus, commandes, etc., qui permettent au joueur d'interagir avec le jeu,.

## J
- JdR

Sigle de jeu de rôle.
Improprement utilisé pour désigner les jeux vidéo dits « de rôle », genre de jeu vidéo où l'on incarne un ou plusieurs personnages dont les caractéristiques évoluent tout au long de l'aventure. Nombre de joueurs utiliseront plus couramment sa version anglaise : RPG.
- Jouabilité

Nom féminin.
Qualité d'un jeu vidéo selon différents critères (maniabiliité, fluidité, gestion de la difficulté, etc.),.
- Joypad

Terme anglais.
Manette de jeu,.
- Joystick

Terme anglais, « manche à balai ».
Manette de jeu avec un manche, qui permet des déplacements dans toutes les directions. On le retrouve généralement sur les bornes d'arcade, ou en tant qu'accessoire (joystick seul) pour consoles de jeu ou ordinateur (qui complète ou se substitue à la manette ou au clavier et à la souris), pour les jeux de simulation par exemple. Un stick arcade est une variante de joystick qui recrée le panneau de contrôle d'une borne d'arcade. Un stick arcade typique se compose d'un joystick et de quelques boutons disposés sur une sorte de boite en bois ou en plastique. Il sert notamment à jouer aux jeux de combat. Un stick analogique est un joystick miniaturisé d'une manette de jeu, qui se manie avec le pouce. Démocratisé dans les années 1990 par la manette de la Nintendo 64 et la DualShock de la PlayStation, on en retrouve ensuite sur la quasi-totalité des manettes de jeu,,.
- Juggle

Terme anglais, « jongler ».
Dans un jeu de combat, enchaînement ou combo, qui a la particularité de toucher à la volée un adversaire déjà projeté après une attaque l'ayant atteint.

## K
- Kicker

Francisation du verbe anglais to kick, « donner un coup de pied à ».
Expulser un joueur d'un groupe ou d'une partie, par exemple parce qu'il joue contre les règles.
- Kikoo

Un kikoo signifie dans le monde informatique comme un surnom donné à un utilisateur qui est d'âge mineur ou tout simplement "un jeune joueur". Cette appellation est très souvent péjorative et utilisé comme insulte envers les joueurs avec une voix aiguë.
- Killstreak

Néologisme issu de l'anglais streak, « série », « succession », et de to kill, « tuer ».
Apparu pour la première fois dans Call of Duty 4: Modern Warfare et repris par de nombreux jeux de tir, un killstreak représente l'action de tuer plusieurs ennemis d'affilée sans mourir. Généralement, réaliser un killstreak donne un bonus plus ou moins puissant en fonction du nombre d'ennemis tués d'affilée, dans la grande majorité des jeux récents ces bonus sont choisis par le joueur
- Kill

Terme anglais, « tuer ».
Le fait de tuer un ou plusieurs adversaires.
- Kiting

Nom verbal anglais correspondant au verbe to kite, « faire voler un cerf-volant ».
Tactique consistant pour un joueur à toucher un ennemi en faisant en sorte que ce dernier reste à distance, généralement au moyen de techniques ralentissant voire paralysant l'adversaire. Le but du kiting est souvent de neutraliser l'ennemi sans subir de dégâts.

## L
- L2P

Expression signifiant Learn to play.
Utilisée pour attaquer un joueur ou qualifier la qualité de son jeu.
- Lag

Terme anglais, « latence », « décalage », « retard ».
Dans les jeux en réseau, désigne les effets d'une connexion réseau instable ou médiocre, se traduisant par des déplacements par à-coups dans une partie en temps réel,.
- Lamer

Terme anglais, « faible ».
Utilisé pour qualifier négativement un joueur exploitant abusivement une pratique facile mais efficace. La possibilité de lamer révèle un manque d'équilibrage du jeu.
- LAN party

Terme anglais, « compétition en réseau local », LAN étant l'abréviation de local area network.
Rencontre et confrontation entre joueurs, qui dure généralement plusieurs jours,.
- Last man standing

Expression anglaise, littéralement « le dernier homme debout », l'« ultime survivant » (du combat).
Dans les jeux multijoueurs, notamment les jeux de tir, le mode last man standing est une sorte de match à mort dans lequel il n'y a pas de respawn et où le dernier joueur en vie gagne la partie. C'est également le but d'une partie en Battle royale.
- Lens-flare

Effet visuel d'éblouissement par une forte lumière,.
- Level

Terme anglais, « niveau ».
- Levelling

Terme anglais, « progression par niveaux ».
Entraînement à seule fin de faire progresser un personnage dans les jeux de rôle ou des jeux vidéo avec un système d'expérience.
- Level of detail

Expression en anglais, « niveau de détail ».
Technique de synthèse d'image qui permet de réduire le nombre de polygones d'une scène en se basant sur la distance d'un objet à la prise de vue. Par exemple, un objet proche sera affiché avec une résolution plus détaillée, un objet lointain sera affiché en utilisant une résolution appauvrie.
- Licence

Permission d'utilisation, de diffusion d'une œuvre. Par exemple graticiel, shareware. Ce terme peut aussi désigner une suite d'épisodes dans un même univers (voir franchise).
- ...-like

Suffixe anglais signifiant « à l'identique de », « ressemblant à », « inspiré de ».
Lorsqu'un nouveau concept de jeu a du succès, la concurrence a tendance à le copier et les joueurs baptisent parfois ce nouveau genre en utilisant le nom du premier jeu à l'avoir utilisé (ou du jeu le plus pratiqué). On trouve par exemple les Doom-like, Tetris-like, GTA-like, etc,.
- Line-up

Terme anglais, « ligne d'attente », « ordre de passage », « succession ».
Le terme peut être utilisé pour présenter la liste de jeux lors du lancement d'une console ou la liste de joueurs d'une équipe,.
- LMS

Initiales de l'anglais last man standing, « dernier homme debout », « ultime survivant » (du combat).
Voir supra.
- Localisation

Adaptation des caractéristiques locales d'un jeu (éléments culturels, doublage) à un marché spécifique.
- Loot

Terme anglais, « butin ».
Utilisé par les joueurs de MMORPG pour désigner le résultat du pillage sur des monstres (à ne pas confondre avec drop),.
- Looter

Verbe transitif ; anglicisme.
Fait de récupérer le loot sur les ennemis abattus,.
- Lore

Histoire d’un univers de fiction ne constituant pas l’intrigue principale d’une œuvre.

## M
- Malus

Objet qui vous donne un handicap supplémentaire. Le contraire de bonus.
- Mana

Points de magie utilisés pour lancer des sorts. À l'origine le mana est une notion de la spiritualité polynésienne. Lancer un sort consomme généralement une certaine quantité de mana, qui varie selon la puissance du sort,.
- Manette

Objet à plusieurs boutons que l'on branche sur une console ou un ordinateur pour jouer à un jeu en la tenant dans les mains. Ce terme regroupe les joypads et joysticks.
- Map

Terme anglais, « carte géographique », au sens topographique du terme. Peut aussi désigner la carte dans le sens de « terrain de jeu ».
- Match à mort

Voir deathmatch.
- Matchmaking

Terme anglais, « appariement », « jumelage ».
Option dans certains jeux vidéo permettant d'associer automatiquement des joueurs à des parties, généralement en choisissant des joueurs de niveau équivalent ou proche. Associé généralement à un classement ou « ladder ».
- Mate

Abréviation de teammate
Terme anglais, « équipier » (mate étant parfois abrégé en M8).
- MJ

Sigle de « maître du jeu ».
Un des joueurs du groupe fondateur du serveur de jeux.
- MMOG

Sigle de massively multiplayer online game, « jeu en ligne massivement multijoueur ».
Caractérisé par la présence d'un univers persistant accueillant un très grand nombre de joueurs simultanément.
- MMORPG

Sigle de massively multiplayer online role playing game.
Genre de jeu de rôle massivement multijoueur en ligne, caractérisé par la présence d'un univers persistant accueillant un grand nombre de joueurs simultanément,,.
- MMOFPS

Sigle de massively multiplayer online first-person shooter.
Genre de jeu de tir à la première personne massivement multijoueur en ligne dans un univers persistant.
- Mob

Néologisme formé de la contraction des termes anglais mobile object, « objet mobile ».
Généralement utilisé pour désigner un monstre, ou tout simplement un ennemi contrôlé par l'ordinateur. On utilisera plutôt PNJ pour un allié.
- MOBA

Sigle de multiplayer online battle arena, « arène de bataille en ligne multijoueur ».
Genre exclusivement multijoueur, qui se joue généralement avec deux équipes de cinq joueurs et deux camps contrôlés par l'ordinateur, chacun des joueurs contrôle un personnage. Ils doivent œuvrer en équipe à rompre l'équilibre existant entre les deux camps en éliminant l'autre équipe comme dans League of Legends ou DoTA2.
- Mod

Abréviation de modification.
Modification d'un jeu pour en créer un nouveau. Lorsque le jeu est totalement modifié, des niveaux au gameplay, on parle parfois de total conversion (« refonte complète »). Ces jeux modifiés sont en général gratuits et réalisés par des fans,,.
- Mode

Abréviation de « mode de jeu ».
Cadre de fonctionnement particulier d'un jeu. Les différents modes d'un jeu représentent autant de réglages particuliers appliqués à une partie. On parle par exemple de mode « facile » et de mode « difficile » si le jeu dispose d'un réglage du niveau de difficulté ; ou encore de mode « un joueur » de mode multijoueur, et de mode en ligne pour identifier différentes manières de lancer une partie à un ou plusieurs joueurs.
- Moteur de jeu

Un moteur de jeu est un ensemble de composants logiciels qui effectuent les calculs de géométrie et de physique d'un jeux vidéo,.
- MP

Sigle de mana point ou magic point.
Nombre de points de mana du joueur, par opposition au point de vie (HP pour health point) qui désigne l'énergie physique ou la résistance du personnage.
- MP

Sigle de message privé.
- MP

Sigle de multiplayer : jeu ou mode multijoueur.
- MVP

Initiales de most valuable player, « joueur le plus utile ».

## N
- Newbie

Terme anglais, d'étymologie incertaine, probablement une variante de new boy ou newie (« néophyte »).
Personne débutant dans un domaine, et aussi dans un jeu vidéo. On parle aussi, avec une connotation négative, de noob. Les dérivations nobster, noobsta, naab, ou encore noobzor accentuent la connotation négative,.
- NextGen ou Next-Gen

Abréviation de next generation, « prochaine génération » ou « génération suivante ».
Terme utilisé pour parler des consoles de salon de la prochaine génération de consoles de jeux vidéo. Les expressions Newgen ou Current-gen sont également utilisées,.
- NH

Initiales de l'anglais nice hand, « bonne main ».
Terme utilisé généralement dans les jeux de cartes.
- Niveau

Peut désigner :
1. le niveau d'expérience d'un personnage.
2. Une étape dans le monde d'un jeu vidéo.

- No-life

Terme anglais, « (qui n'a) pas de vie ».
Personne qui joue anormalement beaucoup aux jeux vidéo, souvent au détriment de sa vie sociable.
- Noob

Voir Newbie.
- Normal Mode

Niveau « Normal » dans certains jeux.
- No-scope

Terme anglais, « sans visée ».
Consiste à effectuer un frag sans utiliser le viseur intégré à l'arme, principalement un fusil sniper. Voir Flashscope. Lorsqu'il s'accompagne d'un headshot (« tir à la tête »), il peut alors être désigné par HSNS (Head Shot No-Scope). Quand il est précédé d'une rotation complète sur soi-même, souvent précédée d'un saut, on parle de 360 No-scope. Ce mouvement peut être d'autant plus difficile que dans certains jeux, le réticule au centre de l'écran n'est pas affiché quand un fusil sniper est équipé.
- NPC

Terme anglais, non playable character. « Joueur non contrôlable » ou « Personnage Non Joueur » (abrégé en « PNJ »).
Représente un joueur qui est contrôlé par le jeu.
- NS

Initiales de l'anglais nice shot, « joli coup ».[réf. nécessaire]
- NT

Initiales de l'anglais nice try, « bien essayé ».[réf. nécessaire]
- NTSC

Initiales de l'anglais National Television System Committee.
Norme pour la vidéo, répandue notamment aux États-Unis et au Japon. Par glissement, le sigle s'utilise pour parler de la version américaine d'un jeu zoné.

## O
- Offline

Terme anglais, « hors ligne ».
Mode de jeu qui ne nécessite pas d'utiliser Internet ou un joueur qui n'est pas connecté.
- Ombrage de celluloïd

Type de rendu graphique caractérisé pour son rendu « cartoon ».
- One-lifer

Terme anglais.
Le fait de terminer un jeu, généralement un shoot them up, en une vie ou un crédit. Synonyme : one-crediter.
- Online

Terme anglais, « en ligne ».
Mode de jeu qui utilise Internet ou un joueur qui est connecté,,.
- OOM

Initiales de l'anglais out of mana, « à court de mana ».
Utilisé principalement dans les MMORPG pour signaler un « manque de points de magie » et impliquer par là une incapacité à user de pouvoirs magiques.
- Open world

Expression anglaise, « monde ouvert ».
Jeu où le joueur peut évoluer librement dans un espace défini, non découpé en niveaux. Les jeux comme Grand Theft Auto sont des jeux open world, tout comme bon nombre de jeux massivement multijoueur.
- OS

Initiale de l'anglais one-shot, « (mort provoquée par) un seul coup ».
Désigne le fait de tuer sa cible en un seul coup (au corps à corps ou à distance).
- OTP

Initiales de l'anglais one-trick pony, désignant une « personne ayant une seule corde à son arc ».
Ce terme est apparu dans le jeu League of Legend. Il désigne un joueur qui, malgré le choix entre plusieurs personnages, ne joue que le même personnage.
- OverPick

Connotation négative, se dit généralement d’un élément caractéristique du gameplay (armes, personnages, capacités,…) choisi très fréquemment car très prolifique pour le joueur. Au détriment d’un gameplay plus atypique et original.[réf. nécessaire]

## P
- Pad

Abréviation de l’anglais gamepad, « manette de jeu »,.
- PAL

Initiales de l'anglais phase alternated line (« ligne à alternance de phase »).
Norme pour la vidéo, répandue notamment en Europe. Par glissement, s'utilise pour parler de la version européenne d'un jeu zoné,.
- Patch ou correctif

Anglicisme signifiant « rustine », « correction provisoire ».
Mise à jour d'un jeu, souvent dans l'optique de corriger des bugs,,,.
- Pathfinding

Terme anglais signifiant « trouver le chemin. » Capacité d'un objet (ennemi, véhicule, ...) contrôlé par l'intelligence artificielle du jeu à se déplacer efficacement dans l'environnement, de façon à éviter les obstacles ou atteindre plus rapidement sa cible.
- PB

Initiales de l'anglais personal best, signifiant « record personnel ». Ce terme est surtout utilisé en speedrun.
- PdV ou PV

Initiales du français « point de vie ».
La « vie » du personnage, du monstre ou simplement d'un élément du décor.
- PEGI

Acronyme anglophone de l'organisme « Pan European Game Information ». Ses équivalents américains et japonais sont respectivement l'ESRB et le CERO.
Chargé de l'évaluation et de la signalétique des jeux vidéo (tout public, déconseillé ou interdit aux moins de 12 ans, 16 ans, 18 ans, etc.).
- Perk

Terme anglais, « avantage », « atout ».
- Personnage non-joueur ou PNJ

En anglais non-playing character ou NPC.
Personnage commandé par le jeu et non par le joueur, mais interagissant avec ce dernier,,.
- Pexer

Néologisme, verbe du premier groupe, gagner des points d'expérience (souvent abrégés en PX). Syn. : « farmer ».
- Pile de sauvegarde

Système de sauvegarde de jeu vidéo sur cartouche, présent pour la première fois dans The Legend of Zelda. Depuis, nombre de jeux vidéo sur cartouche ont utilisé ce système, telle la série Pokémon, et plus généralement sur différentes consoles portables et de salon, telles les consoles Game Boy ou Mega Drive.
- Ping

Emprunté à l'anglais et issu d'une commande informatique (ping).
Dans les jeux en ligne, désigne le temps pour recevoir une réponse, appelé round-trip time (temps aller-retour), depuis le serveur distant. S'exprime généralement en millisecondes,.
- Pixel

Terme anglais, contraction de picture element, « élément d'image ».
Plus petit élément d'une image numérique. Il s'agit des points qui composent l'image,,.
- Pjer

Contraction de pile jumper, « quelqu'un qui attaque un joueur ou un monstre déjà affaibli ».
Les Pjers sont bien souvent peu appréciés des joueurs de MMORPG.
- PL

Initiales de l'anglais power levelling.
Fait d'utiliser des techniques ou des astuces plus ou moins autorisées afin de faciliter la montée en niveau d'un personnage joueur (voir Levelling).
- Plow

Terme anglais (orthographe américaine), « charrue ».
Participant gênant qui, souvent, ne sait pas bien jouer et se met en travers de la route, durant un combat ou une bataille.
- Point and click

Verbes anglais coordonnés, « pointer-et-cliquer ».
Action de déplacer un curseur à un endroit puis de valider, action qui caractérise un sous-genre particulier de jeu d'aventure. Synonyme de click and play,.
- Polygone

Surface (généralement triangulaire) en deux dimensions qui compose un objet en trois dimensions. Augmenter le nombre de polygones qui constituent un objet permet d'obtenir un rendu plus précis et réaliste.
- Pop

Onomatopée d'une bulle qui éclate.
Similaire au terme spawn, désignant l'apparition d'un adversaire, monstre ou objet à un certain emplacement. Trouvable sous la forme pourvue du suffixe re- : "repop" / "re-pop".
Dans les MMORPG, la plupart des monstres ou objets fixes ont un temps de réapparition, qui peut aller de quelques minutes pour un monstre faible, à une petite heure pour les ressources de la zone, voire jusqu'à plusieurs heures pour les plus gros boss.
Peut être employé en tant que verbe : « Quand est-ce qu'il pop, ce monstre ? », « Ça fait déjà 2h, d'après sa fiche, il devrait re-poper dans pas longtemps ».
- Pop-up

Affichage en retard d'un élément graphique (décor par exemple).[Information douteuse]
- Press forward

Fait, pour un joueur qui crée des niveaux ou des mods, d'imposer sa façon de jouer par le biais d'un level design particulier ou atypique.
- Pro GaMer (ou PGM)

Souvent abrégé en PGM.
Joueur professionnel de jeu vidéo. Souvent employé à tort dans les publicités pour désigner un hardcore gamer qui est un joueur amateur.
- Props  Objet qui fait partie de l’environnement du jeu, mais qui n’a pas de fonctionnalité ou de rôle spécifique dans le gameplay. Il s’agit généralement de détails de décors, tels que des meubles, des objets de décoration, des éléments de décorations, des accessoires, etc.

- Pull

Action consistant à attirer l'attention/animosité d'une unité ennemi vers une autre unité alliée ou neutre de manière à pouvoir le tuer sans encaisser de dégâts ou encore à effectuer une approche différente de la bataille.
- Puzzle game

Expression anglaise, « jeu de réflexion ».
- PvE

Initiales de l’anglais player versus environment, « joueur contre environnement » ou JcE,.
- PvM

Initiales de l'expression anglaise player versus monster, « joueur contre monstre » ou JcM.
- PvP

Initiales de l'anglais player versus player, « joueur contre joueur » ou JcJ,.

## Q
- Quake-like

Terme anglais, « similaire à Quake ».
Désigne les jeux de tir à la première personne ou first-person shooters en anglais.
- Quickscope

Terme popularisé par la franchise Call of Duty.
Le fait de tuer quelqu'un d'une seule balle avec en général un fusil à lunette en tirant très rapidement (pas plus de 1/2 seconde) après la visée. Voir No-scope et Flashscope.
- QTE

Initiales de l'anglais quick time event, « évènement temporel rapide ».
En général, un QTE est un moment d'un jeu où le joueur doit appuyer sur une touche indiquée dans un temps très court. Un jeu comme Heavy Rain a un gameplay principalement composé de QTE.

## R
- Ragequit ou rage quit

Anglicisme.
Fait d'abandonner une partie après une défaite ou un échec, dans un état d'énervement prononcé,.
- Ramer

Se dit lorsqu'une machine peine à faire fonctionner un jeu dans de bonnes conditions, ce qui produit généralement une animation saccadée (taux d'IPS bas).
Ce n'est pas un problème inhérent au taux de transfert d'un réseau, donc à ne pas confondre avec lagger.
- Rammer

Terme anglais, « frappeur », « cogneur »
Joueur percutant volontairement le personnage, le véhicule ou le bâtiment d'un autre joueur dans le but de causer des dégâts ou dans la moindre mesure détruire ou tuer ce joueur. Exemple : dans les jeux d'avion de combat lorsqu'un joueur n'a plus de munitions, il se peut qu'il utilise son appareil comme arme de dernier recours en lançant une attaque Kamikaze contre son adversaire.
- Ratio

Terme anglais, « rapport », « proportion ».
Dans les jeux multijoueurs avec un système de score, comme Counter-Strike, désigne le nombre de tués divisé par le nombre de morts. Par exemple un joueur avec quatre tués pour deux morts aura un ratio de 2.00. Au cas où le joueur aurait 0 morts, on considère qu'il en a une pour que la division soit possible. Pour désigner un ratio >1 (plus de tués que de morts), on peut dire ratio positif, pour désigner un ratio <1 (plus de morts que de tués), on dira ratio négatif, alors qu'en réalité le ratio est toujours positif (>0).
- Reboot

Terme anglais, « relancer », « redémarrer », « réinitialiser » ou « redémarrage », « relance », « réinitialisation ».
Se dit d'un jeu qui vient relancer une série vieillissante en revenant aux sources de cette dernière. Le reboot est différent du remake en ce qu'il est une création originale, différente de son modèle. Désigne aussi le redémarrage d'un serveur dans les jeux en réseaux.
- Regen

Troncation de l'anglais regeneration, « régénération ».
Fonctionnalité d'un jeu qui rend progressivement des points de vie à un joueur blessé.
- Rejouabilité

Nom féminin.
Intérêt plus ou moins grand d’un jeu vidéo lorsqu'on y rejoue après l'avoir déjà terminé une première fois.
- Rekt

Simplification orthographique du terme anglais wrecked (« démoli », « bousillé »), employée dans les médias sociaux et la messagerie.
- Reset

Terme anglais, « réinitialiser » ou « réinitialisation ».
On peut parler de reset pour les options / sauvegardes d'un jeu à la suite d'un dysfonctionnement, de PNJ que l'on reset intentionnellement ou non, etc.
- Respawn

Terme anglais, « ressusciter », « renaître à la vie ».
Dans un jeu, le lieu et le moment de réapparition d'un personnage, d'un monstre ou d'un objet. À titre d'exemple, dans certains FPS, des armes ou des objets utiles sont placés à la disposition du joueur à un certain endroit de la carte et réapparaissent au bout d'un certain temps après avoir été ramassés,.
- Retrogaming ou rétrogaming

Activité qui consiste à jouer à des jeux vidéo anciens ou à les collectionner.
- Roxor ou roxxor

de l'anglais to rock (« ébranler », « secouer »).
Quelqu'un de remarquable. Très utilisé dans les jeux vidéo pour qualifier un joueur très puissant,.
- RP

Initiales de role play, « jeu de rôle ».
- RPG

Initiales de role-playing game.
Correspond en français aux jeux de rôle. Il existe des sous-genres tels que l'action-RPG ou le tactical-RPG,,.
- RPS

Sigle de role-playing strategy, « jeu de stratégie au tour par tour ».
Jeu de stratégie où chaque joueur joue à tour de rôle.
- RTC (Real Time Cinematic)

Animation pré-calculée ou générée en temps réel par le moteur de jeu qui vient ponctuer le scénario à un moment important.
- RTS

Initiales de real-time strategy, « stratégie en temps réel » (STR).
Genre de jeu vidéo où l'on dirige une armée en même temps que l'adversaire, par opposition au jeu tour par tour où chacun contrôle sa faction à tour de rôle,,,.
- Rush

Terme anglais, « se ruer », « se précipiter ».
Tactique de jeu qui consiste à attaquer l'ennemi ou à prendre possession d'une zone stratégique le plus tôt possible en faisant passer au second plan sa propre défense. Se dit aussi d'un joueur HL qui rush un joueur bas lvl, quand il l'aide dans une zone qu'il connaît très bien pour lui faciliter sa progression dans le jeu,.
- Rusher

Verbe transitif ; anglicisme.
Terminer le plus vite possible un jeu, sans se préoccuper de le compléter à cent pour cent.

## S
- Sac à PV (bullet sponge)

Un ennemi qui semble nécessiter beaucoup plus de puissance de feu qu’il ne serait réaliste ou raisonnable pour le vaincre. L’expression fait allusion à la manière dont l’ennemi « absorbe » les balles comme une éponge absorbe les liquides. Par exemple, dans un jeu de tir à la première personne, un soldat ennemi qui nécessite plusieurs chargeurs complets de munitions pour être abattu, contrairement à d’autres types de soldats éliminés en quelques tirs, serait considéré comme un bullet sponge.[réf. nécessaire]
- Salé

Terme utilisé dans les tchats écrits ou vocaux de jeux multijoueurs pour montrer une conversation où des insultes et rages émanent d'un adversaire. Il s'utilise aussi sur le tchat en direct de Twitch quand un streameur s'énerve en jeu et lâche des insultes.
- Saut multiple, aussi « double saut ».

Permet de sauter de nouveau en plein vol, pour prendre à nouveau de l'altitude, et ainsi prolonger son saut, en ne prenant appui sur rien de visible. Généralement, on ne peut effectuer qu'un seul saut en l'air, on parle alors d'un double saut.
- Scoring

Terme anglais, « faire le score ».
Manière de jouer qui consiste à atteindre le score maximum d'un jeu.
- Screencast

Néologisme anglais formé de cast (« diffuser ») et de screen (« écran »), en français « capture vidéo de l'écran » (pour le résultat) ; l'action se dit screencasting.
Le screencast est un enregistrement vidéonumérique de l'affichage de l'écran, éventuellement conjugué à l'enregistrement d'un microphone.
- Screenshot

Terme anglais, « capture d'écran ».
Souvent abrégé en screen,.
- Scrolling

Défilement du décor,.
- SDK

Sigle de l'anglais software development kit, « kit de développement »
Représente un ensemble d'outils de développement fournis avec un moteur de jeu pour créer un jeu sur ordinateur ou sur console.
- 'Shareware'

Logiciel distribué gratuitement pour une période d'essai. Il faut ensuite payer pour continuer à l'utiliser ou débloquer toutes ses fonctionnalités,.
- Shoot 'em up

Expression anglaise, « mitraillez-les ».
Caractérise un genre de jeu vidéo dans lequel le joueur incarne un personnage ou un engin devant détruire des hordes d'ennemis arrivant par vague. Ce type de jeu met l'accent sur le tir effréné,.
- Side

Terme anglais, « côté », « camp ».
Dans les jeux de tir à la première personne en équipe, désigne le camp du joueur (terroriste ou anti-terroriste sur Counter-Strike).
- Side-scroller

Jeu vu de profil où le joueur avance dans une seule direction. Similaire aux Jeux de plates-formes.
- Skill

Terme anglais, « compétence ».
On peut l'attribuer aussi bien à un joueur qu'à un personnage. Pour un personnage, généralement dans un jeu de rôle, on parle de compétence comme d'une valeur chiffrée qui indique sa maîtrise pour une activité particulière. Pour un joueur cela désigne son niveau de jeu. On dit alors, pour quelqu'un qui maîtrise bien un jeu, qu'il a un bon skill. À l'opposé, noskill qualifie un joueur n'ayant aucune compétence.
- Skillcap

Néologisme anglais regroupant les termes Skill et Cap.
Souvent controversé, il désigne à la base le skill maximum qu'un joueur peut avoir, c'est-à-dire l'état de compréhension, d'anticipation, de connaissance maximale qu'un joueur peut avoir à propos d'un jeu.
- Skin

Terme anglais, « peau ».
Les effets que donne l'équipement ou l'habillage sur un personnage. Certains équipements peuvent alors être beaucoup plus recherchés en fonction de leurs qualités d'habillement. Cela peut également désigner, de manière plus générale, l'habillage ou la texture plaquée sur un objet 3D qui lui donne son apparence.
- Smart bombs

Expression anglaise, « bombes intelligentes ».
Bombes de précision qui apparaissent de façon récurrente dans certains jeux vidéo de type shoot them up. Elles permettent de détruire l'ensemble des ennemis et de leurs projectiles, souvent sur la totalité de la surface de l'écran. Stratégiquement, les joueurs conservent souvent précieusement leurs smart bombs et ne s'en servent qu'au dernier moment, pour se sortir de situations délicates. Dans certains jeux, les joueurs essaient de conserver leurs smart bombs jusqu'en fin de niveau car leur possession à ce stade peut rapporter des points.
- Sniping

Expression anglaise, « tir précis ».
Dans un jeu multijoueur qui met en lice plusieurs joueurs via une étape de matchmaking, tenter de rejoindre un autre joueur ciblé, généralement un streamer qui diffuse le jeu en direct, en taguant en même temps que lui.
- Soluce

Nom féminin ; troncation de « solution ».
Guide qui expose la marche à suivre détaillée pour progresser dans un jeu.
- SP

Initiales de l'anglais single player, « simple joueur ».
En général, l'expression « mode solo » est utilisée. Désigne un mode de jeu prévu pour un seul joueur.
- Spam, ou spamming

Dans le monde du jeu vidéo, signifie principalement attaquer un ennemi en répétant le même mouvement.
Le terme est souvent utilisé dans les jeux de combat, dans le cas où un joueur ne cesse d'utiliser une seule combinaison d'attaques inlassablement. Dans les jeux de tir, le spamming est plus associé à la grenade, et désigne l'action de lancer des grenades de manière répétée sur un point pour empêcher des ennemis de s'emparer de la zone. Ou encore DPS Monotouche.
- Spawn

Apparition du joueur, d'une créature, d'un adversaire ou d'un objet dans la partie à un endroit et un moment donné,.
- Spawnkill

Méthode de jeu consistant à tuer les adversaires à l'endroit où ils réapparaissent, de manière à les empêcher de jouer et à verrouiller la partie, principalement dans les FPS.
- Spé

Troncation de « spécialisation ».
Bonus de spécialisation dans une ou plusieurs compétences du jeu.
- SpeedHack

Terme anglais.
Type de cheat permettant au joueur de se déplacer à une vitesse très largement augmentée.
- Speedrun

Terme anglais, « parcours accéléré ».
Pratique consistant à finir un jeu vidéo le plus rapidement possible,,,.
- Spin-off

Terme anglais, « série dérivée ».
Création d'une nouvelle série à partir d'éléments (personnages principaux, personnages secondaires, univers) d'une série existante.
- Sprite

En anglais général, « lutin », « elfe ».
Élément graphique qui peut se déplacer sur l'écran. En principe, un sprite est en partie transparent, et il peut être animé (c’est-à-dire qu'il est formé de plusieurs bitmaps qui s'affichent les uns après les autres). Le fond de l'écran constitue généralement le décor et les sprites sont les personnages et les objets qui se superposent au fond d'écran et qui se déplacent. Un sprite peut parfois aussi passer derrière un élément du fond d'écran. Traductions en français : « élément graphique programmable », « lutin graphique » (expression familière),.
- Stand alone

Terme anglais, « indépendant, autonome ».
Jeu vidéo conçu comme extension ou mod d'un jeu vidéo originel mais dont l'installation se fait sans ce dernier. La possession du jeu originel n'est par conséquent pas obligatoire pour pouvoir y jouer,.
- STR

Initiales de « stratégie en temps réel ».
Voir RTS.
- Strafing (en) ou strafe

Mouvement latéral du personnage, souvent utilisé dans les FPS.
- Stuff

Terme anglais, « équipement ».
Pas de panoplie, juste un assemblage avec plusieurs équipements.
- Succès

Tâche à accomplir dans un jeu qui donne une récompense au joueur, sous forme de points ou de trophées, qu'il peut ensuite afficher sur son profil de joueur en ligne.
- Survival

Terme anglais, « survie ».
Mode jeu, rencontré souvent dans les jeux de tir à la première personne, où les joueurs ont un nombre de vies limité. Quand un joueur n'a plus de vies, il a perdu et ne peut plus jouer avec les autres. Souvent il reste en tant que spectateur pour guider les survivants de son équipe s'il y en a. Le dernier joueur ou la dernière équipe encore en vie gagne la partie.
- Survival horror

Expression anglaise que l'on peut traduire par « horreur et survie ».
Sous-genre de jeu d'action/aventure où le joueur évolue dans une atmosphère cauchemardesque. Le personnage incarné est généralement confronté à des monstres belliqueux, avec pour se défendre le strict minimum,.

## T
- T-pose

Glitch répandu dans les jeux en 3D, montrant la pose de base d'un personnage avec les bras en forme de T.
- Tactical RPG

Genre de jeu vidéo de rôle où le gameplay est basé sur les décisions tactiques que le joueur doit prendre au cours des combats.
- Tank

Par extension du terme désignant un engin de guerre.
Personnage possédant des caractéristiques particulièrement développées dans le domaine de l'encaissement et/ou la réduction de dégâts, à savoir les points de vie (généralement l'endurance), l'esquive, la parade, le blocage, l'armure et/ou la défense. En contrepartie, un tank fait beaucoup moins de dégâts que d'autres classes de personnages, à équipement égal,,.
- Tank controls

Système de contrôle d'un personnage, véhicule, etc., basé sur la direction face à laquelle celui-ci se trouve, et non sur l'angle de caméra.
- TDM

Abréviation de l'anglais team deathmatch.
Variante du mode de jeu deathmatch (« duel à mort ») ou free for all (« mêlée générale »), dans laquelle les joueurs jouent non plus chacun pour soi mais en équipe.
- Team

Terme anglais, « équipe ».
Identifie un groupe de personnes physiques jouant ensemble pour accomplir une tâche. Ce terme est couramment utilisé dans les jeux vidéo multijoueurs en réseau. Il porte dans certains cas la notion que les personnes se réunissent régulièrement et se connaissent bien ou connaissent bien leurs méthodes de jeu, et se distingue alors de gather.
- Team kill

Frag ou perte de vie occasionnée par erreur (le plus souvent) ou intentionnellement, par un membre d'une équipe sur un autre membre de la même équipe.
- Tearing (en)

Terme anglais signifiant « déchirure. » Défaut d’affichage lors duquel l’image se déchire littéralement en deux, le moniteur affichant sur une seule image les informations de deux frames ou plus.
- Telefrag

Le fait de tuer un adversaire en se téléportant sur l'emplacement qu'il occupe. L'adversaire est tué et le frag est attribué à celui qui s'est téléporté sur lui.
- Theorycraft

Expression anglaise.
Un terme se rapportant à l'analyse mathématique de la règle de jeu.
- Time attack (ou Time trial)

Terme anglais pour « contre-la-montre. »
Mode dans lequel le joueur doit atteindre un objectif dans le moins de temps possible. Généralement retrouvé dans les jeux de courses, mais aussi comme mode supplémentaire de certains jeux d'action ou de combat,.
- TK

Initiales de l'anglais team kill, « meurtre d'équipe »
Action pour un joueur d'attaquer voire tuer un membre de sa propre équipe, de manière involontaire (réflexe en prenant l'autre joueur pour un ennemi) ou volontaire (comportement toxique, volonté de saboter la partie). Des mesures existent contre cette pratique, soit en sanctionnant l'auteur du TK (par un malus de points voire une exclusion de la partie, notamment si le TK est répété plusieurs fois), soit avec une option rendant les joueurs invulnérables aux dégâts causés par leurs coéquipiers.
- Tool-assisted speedrun

Expression anglaise.
Speedrun d'un jeu réalisé à l'aide d'un émulateur et de divers autres outils permettant de jouer au jeu à la perfection.
- Total conversion

Expression anglaise, « refonte complète ».
Modification poussée au point de ne plus avoir de lien avec le jeu original.
- TPS

Initiales de l'anglais third-person shooter, « jeu de tir à la troisième personne ».
Jeux de tir dans lesquels le personnage incarné est vu de dos, par opposition au FPS dans lequel on ne voit pas le personnage que l'on incarne.
- Trailer

Terme anglais, « bande-annonce ».
Vidéo publicitaire d'un jeu encore en développement.
- Trickshot

Terme popularisé par la franchise Call of Duty.
Le fait de tuer un adversaire, le plus souvent grâce à une arme qui "One Shoot" (tel un fusil de précision), et à la suite d'un saut d'une plateforme et/ou un enchaînement aérien, tel un 360° ou un rapide changement d'arme.
- Typologie de Bartle

Classification des joueurs de jeux vidéo en fonction des objectifs qu’ils visent dans une expérience de jeu.

## U
- UI

Initiales de l’anglais user interface, « interface utilisateur ».
- Update

Terme anglais, « mettre à jour » ou « mise à jour ».
Mise à jour d'un jeu.
- Upgrade

Terme anglais, « mettre à niveau », « moderniser » ou « mise à niveau », « modernisation ».
Le fait d'améliorer une arme, un bâtiment ou l'équipement d'un personnage.

## V
- Vaporware

Un vaporware (ou « fumiciel », « arlésienne ») est un jeu vidéo dont la sortie est reportée à plusieurs reprises,,.
- Vibration

Technologie vibrante permettant de faire vibrer la manette.
- Vidéoludique

Adjectif.
Relatif aux jeux vidéo.

## W
- Wargame

Terme anglais, « jeu de guerre ».
Genre particulier de simulation stratégique non limité au jeu vidéo. Il met l'accent sur la stratégie militaire et en amont une chaîne de production d'unités de combat. Il peut être « tour par tour » ou « temps réel ».
- Warn

Terme anglais, « avertir ».
Donné par un admin, ou un referee, plus léger que le slap, il s'utilise surtout lorsqu'un utilisateur accuse sans preuve un autre utilisateur de triche, ou insulte celui-ci.
- Warp zone

Expression anglaise, « zone de distorsion ».
Lieu permettant de se déplacer dans, ou à travers, plusieurs niveaux, tel un moyen de téléportation.
- WASD

Touches classiques de direction sur un clavier anglo-saxon qwerty.
- Whiner

Terme anglais, « pleurnichard ».
Qualificatif généralement destiné aux mauvais perdants.
- WP

Initiales de l'anglais well played, « bien joué ».
Employé dans les jeux en ligne.

## X
- XP

Abréviation de experience point(s), « point(s) d'expérience ».
Ce terme provient du jeu de rôle sur table Donjons et Dragons et repris par bon nombre d'autres jeux de rôle puis des RPG vidéo pour caractériser l'expérience du personnage ou du compte du joueur. Elle se quantifie généralement en points, se gagne en détruisant des ennemis ou en réussissant des quêtes et permet, après un seuil défini, d'augmenter de niveau.

## Y
[Aucune entrée pour l'instant]

## Z
- ZQSD

Touches de déplacement couramment utilisées sur un clavier AZERTY.
- Haut – A
- B
- C
- D
- E
- F
- G
- H
- I
- J
- K
- L
- M
- N
- O
- P
- Q
- R
- S
- T
- U
- V
- W
- X
- Y
- Z

## Sources
1. 1 2 3 4 5 6 7 8 9 10 11 12 13 14 15 16 17 18 19 20 21 22 23  Rédaction de Jeux Vidéo Magazine (article non signé), « Lexique », Jeux Vidéo Magazine, no 1,‎ juillet/août 2000, p. 184.
2. 1 2 3 4 5 6 7 8 9 10 11 12 13 14 15 16 17 18 19 20 21 22 23 24 25 26 27  Rédaction de Jeux Vidéo Magazine (article non signé), « Lexique », Jeux Vidéo Magazine, no 12,‎ juillet/août 2001, p. 164.
3. 1 2 3 4 5 6 7  Marc Lacombe et Nicolas Bonnefoy, Les 100 jeux vidéo indispensables auxquels il faut avoir joué avant de mourir, Hors collection, 21 juin 2018, 192 p. (ISBN 978-2-258-15251-9), chap. 8 (« Glossaire »), p. 182-185.
4. ↑  William Audureau, « Que veut dire la mention « AAA » dans les jeux vidéo ? », Le Monde,‎ 11 novembre 2015 (lire en ligne, consulté le 9 juin 2020).
5. 1 2 3 4 5 6 7 8 9 10 11 12  Mathieu Lanz, Le Petit Lexique (pas toujours) amoureux du jeu vidéo, Omaké Books, 24 septembre 2020, 144 p. (ISBN 978-2-379-89028-4).
6. 1 2 3 4  « Lexique : Les mots des jeux », Cahiers du cinéma, Éditions Phaidon, no 209 H,‎ septembre 2002, p. 80-82 (ISSN 0008-011X, 2698-0940 et 3039-7618).
7. 1 2 3 4 5 6 7 8 9 10 11 12 13 14 15 16 17 18 19 20 21 22 23 24 25 26 27  Rédaction de Mad Movies (article non signé), « Lexique », Mad Movies Hors-Série Jeux Vidéo, no 9H,‎ avril 2006, p. 114.
8. 1 2 3 4 5  Yolande Perron, Vocabulaire du jeu vidéo, Office québécois de la langue française, 2012.
9. 1 2 3 4 5 6 7 8 9 10 11 12 13 14 15 16 17 18 19 20 21 22 23 24 25 26 27 28 29 30 31 32 33 34 35 36 37 38 39 40 41 42 43 44 45 46 47 48 49 50 51 52 53 54 55 56 57 58 59 60 61 62 63 64 65 66 67 68 69 70 71 72 73 74 75 76 77 78 79 80 81 82 83 84 85 86 87 88 89 90 91 92 93 94  Rédaction de Gamekult (article non signé), « Lexique du jeu vidéo », sur Gamekult (consulté le 7 juin 2020).
10. 1 2 3 4 5  « Les jeux vidéo : Quand jouer, c'est communiquer - Glossaire », Hermès, CNRS, no 62,‎ avril 2012, p. 159-161 (ISSN 0767-9513 et 1963-1006, OCLC 474394020, lire en ligne).
11. 1 2 3 4 5 6 7 8 9 10 11 12 13 14  Fabio Bevilacqua, Yann François, Pierre Maugein et Philippe Vizcarro, Parlez-vous le geek ?, Éditions Larousse, mars 2017, 192 p. (ISBN 978-2-03-593613-4).
12. 1 2 3 4  Christophe Delpierre, « Le glossaire du jeu vidéo : Niveau : débutant à confirmé », PlayStation Magazine, M.E.R.7, no 42,‎ mai 2000, p. 86-94 (ISSN 1271-4755, lire en ligne).
13. 1 2 3 4 5 6 7 8 9 10 11 12 13 14 15 16 17 18 19 20 21 22 23 24 25 26 27 28 29 30 31 32 33 34 35 36 37 38 39 40 41 42  Julien Tellouck et Mathias Lavorel, Comprendre les jeux vidéo : Quand on en a marre de se faire traiter de noob et qu'on ne comprend même pas ce que ça veut dire, Éditions 404, janvier 2017, 80 p. (ISBN 979-10-324-0106-4).
14. ↑  e-Words. Le vocabulaire des nouvelles technologies, ellipses, 2008, p. 19, rubrique « API », p. 19.
15. ↑  rubrique « Assasssin », WordReference.com.
16. 1 2  Alexis Blanchet, Des Pixels à Hollywood : Cinéma et jeu vidéo, une histoire économique et culturelle, Éditions Pix'n Love, 1er avril 2010, 450 p. (ISBN 978-2-918272-11-3, BNF 42210406).
17. ↑  Maxime Claudel, « Il aurait pu y avoir un bestiaire dans Elden Ring. À quoi ça sert ? : C'est quoi un bestiaire ? » , sur Numerama, 28 mars 2022 (consulté le 8 décembre 2023).
18. ↑  Michael Wagnières, « Du bestiaire médiéval au bestiaire vidéoludique. Le livre animalier dans The Elder Scrolls V : Skyrim (2011) et Monster Hunter : World (2018): », Le Temps des médias, vol. n° 40, no 1,‎ 18 avril 2023, p. 218–233 (ISSN 1764-2507, DOI 10.3917/tdm.040.0218, lire en ligne, consulté le 8 décembre 2023).
19. 1 2 3 4 5 6 7 8 9 10 11 12 13  William Audureau et Pierre Trouvé, « Le vocabulaire du jeu vidéo enfin reconnu dans les dictionnaires : « boss », « game designer », « vidéoludique » », Le Monde, Paris, Société éditrice du Monde (d),‎ 29 juillet 2022 (ISSN 0395-2037, 1284-1250 et 2262-4694, OCLC 1758539, BNF 11870490, lire en ligne).
20. ↑  Fabien Metsa (Anagund), « Dossier : Les boss dans le jeu vidéo », Jeuxvideo.com,‎ 11 décembre 2009 (lire en ligne, consulté le 4 novembre 2021).
21. ↑  Alain Le Diberder et Frédéric Le Diberder, L'Univers des jeux vidéo, La Découverte, 5 mars 1998, 228 p. (ISBN 978-2-7071-2786-0), « Lexique : Savez-vous parler le « jeuvidéo » ? », p. 260-264.
22. ↑  « Build (jeu vidéo) : définition, traduction, exemple » , sur Le Journal du Net (consulté le 9 décembre 2023).
23. ↑  e-Words. Le vocabulaire des nouvelles technologies, ellipses, 2008, p. 19, rubrique « bundle », p. 53.
24. ↑  Traduction de combo, WordReference.com.
25. 1 2  William Audureau, « E3 : « remake », « reboot », « spin-off »... Comprendre le vocabulaire des annonces de jeux vidéo », Le Monde, Paris, Société éditrice du Monde (d),‎ 16 juin 2015 (ISSN 0395-2037, 1284-1250 et 2262-4694, OCLC 1758539, BNF 11870490, lire en ligne).
26. 1 2 3  Rédaction de Gamekult (article non signé), « Lexique », sur Gamekult (consulté le 7 juin 2020).
27. ↑  Fabio Bevilacqua et Gaylord Chesnay, « Lexique : “demake et “remake” expliqués par nos plus brillants savants », Le Journal du Geek,‎ 6 mai 2015 (lire en ligne).
28. 1 2  Philippe Tomblaine, Jeux vidéo ! : Une histoire du 10e Art, Les Moutons électriques, 3 septembre 2015, 244 p. (ISBN 978-2-361-83211-7, OCLC 921127510), « Annexes (lire en ligne) ».
29. ↑  Gaylord Chesnay, « Lexique : c’est quoi un DLC ? », Le Journal du Geek,‎ 29 mai 2015 (lire en ligne).
30. ↑  Cyrielle Maurice, « Les DRM dans le jeu vidéo : solution anti-piratage ou obstacle pour les joueurs ? », Numerama,‎ 28 juillet 2017 (ISSN 2270-9010, BNF 43725223, lire en ligne).
31. ↑  Thomas Volt, « Ce site va révolutionner votre façon de jouer aux jeux vidéo », sur gqmagazine.fr, GQ France, 1er mars 2021 (consulté le 11 novembre 2023).
32. ↑  (en) « The Next Generation Lexicon : A Definitive Guide to Gaming Terminology », Next Generation, no 15,‎ mars 1996, p. 28-42 (ISSN 1078-9693, lire en ligne).
33. ↑  Rubrique farming, WordReference.com.
34. ↑  (en) « Le framerate, c'est quoi au juste ? » [vidéo], sur YouTube (consulté le 11 novembre 2023).
35. ↑  https://www.larousse.fr/dictionnaires/francais/gameur/188131.
36. 1 2 3 4 5 6 7 8 9  Nicolas Alamone, « Lexique du gamer : 20 termes techniques expliqués pour les nuls », Hitek.fr,‎ 26 janvier 2016 (lire en ligne).
37. ↑  Parlez-vous StarCraft ?, sur L'Express.
38. ↑  L'Académie française traduit le lexique des gamers, Le Figaro, 10 avril 2017.
39. ↑  Lyana Luciani, « Jeux vidéo III, AA, et AAA – Au fond, ça veut dire quoi ? », New Game Plus,‎ 8 novembre 2020 (lire en ligne).
40. ↑  William Audureau, « La crise du jeu vidéo de 1983 va-t-elle se reproduire avec un « indiepocalypse » de 2016 ? », Le Monde, Paris, Société éditrice du Monde (d),‎ 2 septembre 2015 (ISSN 0395-2037, 1284-1250 et 2262-4694, OCLC 1758539, BNF 11870490, lire en ligne).
41. ↑  https://www.larousse.fr/dictionnaires/francais/jouabilit%C3%A9/186475
42. ↑  https://www.larousse.fr/dictionnaires/francais/joystick/45061
43. ↑  Définition de l'Urban Dictionary : « In an MMORPG, you can grab a mob's attention and keep walking away from it which pulls it along. Not unlike a kite ».
44. ↑  (en) « newbie », sur The Oxford English Dictionary, Oxford University Press (consulté le 27 janvier 2018).
45. ↑  la_redaction, « The Legend of Zelda a 25 ans ! », sur Jeuxvideo.com, 21 février 2011 (consulté le 9 juin 2020).
46. ↑  Rubrique rammer, WordReference.com
47. ↑  « Le Screencast, qu'est-ce que c'est ? », sur OpenClassrooms (consulté le 1er décembre 2019).
48. ↑  Perrine Signoret, « Petit guide à l’usage de ceux qui voudraient comprendre le langage des youtubeurs », Le Monde, Paris, Société éditrice du Monde (d),‎ 9 avril 2017 (ISSN 0395-2037, 1284-1250 et 2262-4694, OCLC 1758539, BNF 11870490, lire en ligne).
49. ↑  « Produit fantôme », sur gouv.qc.ca (consulté le 11 novembre 2023).

- Yolande Perron, Vocabulaire du jeu vidéo, Office québécois de la langue française, 2012